# بيفل لوكاس
بيفل لوكاس هو لاعب كرة قدم تشيكي في مركز الدفاع، ولد في 20 نوفمبر 1975 في تشيكوسلوفاكيا. لعب مع بوهيميانز 1905 وسبارتا براغ ونادي ملادا بوليسلاف ونادي هراتس كرالوفه.

## وصلات خارجية
- بيفل لوكاس على موقع قاعدة بيانات كرة القدم.إي يو (الإنجليزية)
- بيفل لوكاس على موقع Soccerway.com (الإنجليزية)